# Bacillibactine
La bacillibactine, ou corynebactine, est un sidérophore produit par des bactéries à Gram positif du genre Bacillus, notamment Bacillus anthracis et Bacillus subtilis. Ce composé est utilisé par ces microorganismes pour chélater des cations de fer ferrique Fe3+ présents à l'extérieur de la cellule afin de les transférer dans leur cytoplasme à l'aide d'un transporteur ABC.